# Oihane Valdezate
Oihane Valdezate Cabornero (Trapagaran, 10 de abril de 2000) es una futbolista española. Juega de defensa y su equipo actual es la AS Roma de la Serie A italiana. 

## Trayectoria
Valdezate comenzó su carrera en el Pauldarrak y en 2016 entró al Athletic Club, debutando por el primer equipo el 13 de abril de 2019 ante el Albacete. Jugadora polifacética, en la temporada 2020-21 disputó encuentroa tanto de delantera y defensa central, aunque su posición usual es de  centrocampista.
Valdezate dejó el Athletic en 2023 para fichar en la AS Roma de la Serie A italiana.

## Selección nacional
Es internacional juvenil por España.

## Clubes
| Club            | País   | Año           |
| --------------- | ------ | ------------- |
| Pauldarrak      | España | 2015-2016     |
| Athletic Club B | España | 2016-2019     |
| Athletic Club   | España | 2019-2023     |
| AS Roma         | Italia | 2023-presente |